# Doktrina šoka
Doktrina šoka (eng. The Shock Doctrine: The Rise of Disaster Capitalism = hrv. Doktrina šoka: Uspon razarajućeg kapitalizma) - knjiga kanadske spisateljice Naomi Klein na temu globalizacije, objavljena u rujnu 2007.
Knjiga proučava učinke i primjene liberalnih teorija Miltona Friedmana i chicaške škole u različitim zemljama svijeta, od šezdesetih godina prošlog stoljeća do 2007. Glavna teza autorice govori da se primjena tih pravila (koje uključuju privatizaciju, javno smanjenje potrošnje i liberalizaciju plaća) uvijek događa bez pristanka naroda, već se umjesto toga koristi doktrina šoka kao oblik šok terapije, preko koje se dolazi do liberalizacije. Učinak primjene tih teorija dovodi do rasta nezaposlenosti, bogaćenja elite i općeg osiromašenja stanovništva.
Među tim šokovima, autorica nabraja torturu Pinochetova režima u Čileu 1973., rušenje Berlinskog zida i gospodarsku nestabilnost u Poljskoj i Rusiji u ranim osamdesetima, nezaustavljivu inflaciju u Boliviji, rat na Falklandskim otocima između Argentine i Velike Britanije, rat u Iraku i uništenje New Orleansa uraganom Katrina u novije vrijeme.
Zagovornici doktrine šoka među kojima su MMF i Svjetska banka traže način, kako bi uspostavili model slobodnog tržišta u nekoj zemlji, pri tome obično nasilno razarajući postojeći ekonomski sustav.
Knjiga je postala popularna te naišla na pozitivne i negativne kritike.